# Natalie Eschborn

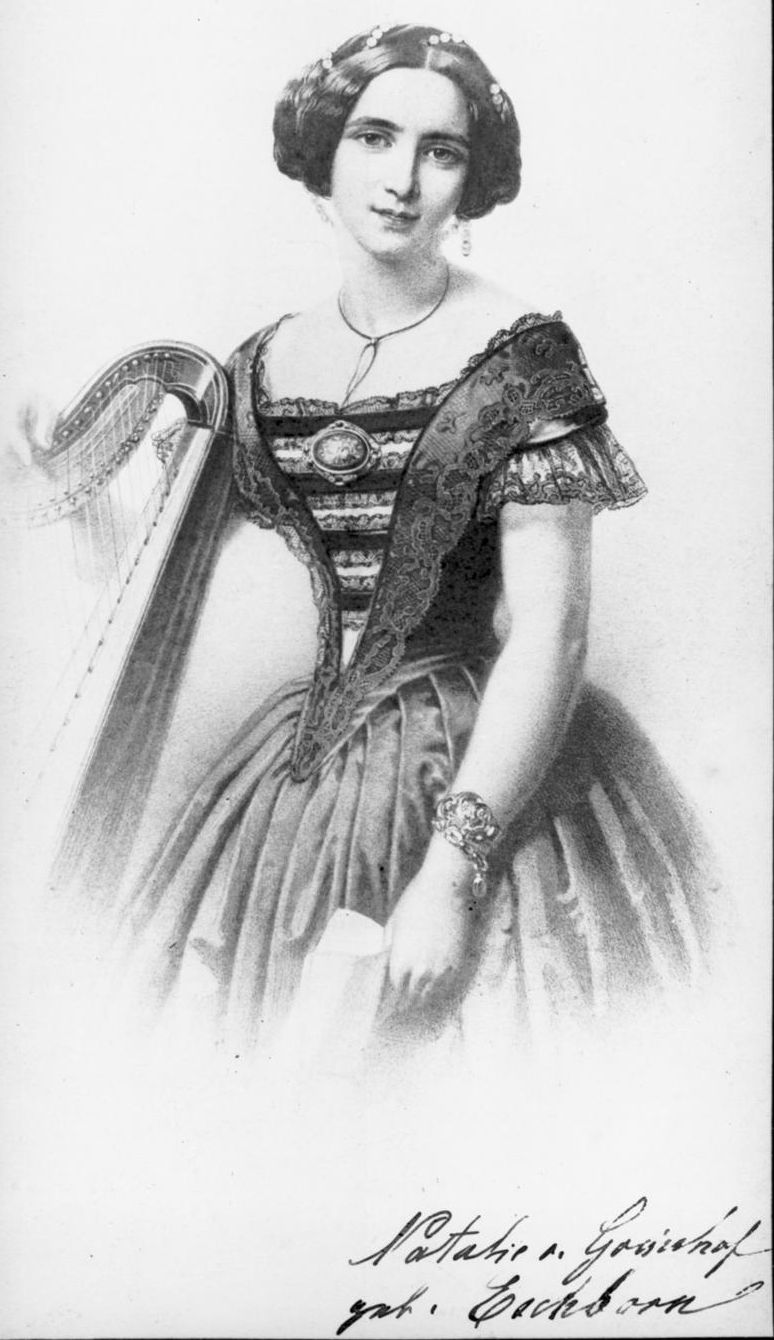
Natalie Eschborn

Anna Katharina Natalie Eschborn, Künstlername Frassini, verheiratete Natalie Baronin von Grünhof (23. November 1836 in Amorbach – 20. April 1905 in Berlin) war eine deutsche Theaterschauspielerin und Opernsängerin (Sopran).

## Leben
Eschborn war die Tochter des Kapellmeisters Joseph Eschborn und der Nina Eschborn-Cizewski, der sie auch für die Bühne ausbildete. Sie nahm auch Unterricht bei Conzi in Florenz und Marco Bordogni in Paris. Ihre kurze, aber erfolgreiche Bühnenlaufbahn begann sie 1849 am Stadttheater Köln, wo sie als „Nachtwandlerin“ debütierte. Weitere Stationen waren Stuttgart, das Theater Ferdinando in Florenz und schließlich das Hoftheater Coburg-Gotha (1858 bis 1860).
Im Jahr 1857 übersetzte sie als 21-Jährige das italienische Libretto zur Oper La traviata von Giuseppe Verdi ins Deutsche und sang die Partie der Hauptperson Violetta bei der deutschsprachigen Uraufführung am 10. November 1857 in Hamburg.
Die Künstlerin, eine vortreffliche Koloratursängerin, begab sich auch auf Gastreisen und sang in München, Hamburg, Berlin, Frankfurt, wie auch in Pisa, Neapel und Mailand. Ihr Repertoire umfasste u. a. „Lucie“, „Rosine“, „Susanne“, „Norma“, „Traviata“ und „Leonore“. Nach ihrem Rückzug von der Bühne heiratete sie 1860 Herzog Ernst Alexander Konstantin von Württemberg (1807–1868) und wurde als Baronin von Grünhof in den Adelsstand erhoben. Sie hatte ihren Wohnsitz zunächst in Coburg, zuletzt in Berlin. Ihre einzige Tochter Alexandra Nathalie Ernestine Freiin von Grünhof (* 10. August 1861 in Wiesbaden; 13. April 1933 in Hohenlübbichow) heiratete am 15. September 1883 in Coburg den preußischen Diplomaten Robert von Keudell. 